# Secretário-Geral do Partido Comunista do Kampuchea
O Secretário Geral do Comitê Central do Partido Comunista do Kampuchea (em quemer: អគ្គលេខាធិការគណៈកម្មាធិការមជ្ឈិមបក្សកុម្មុយនីស្តកម្ពុជា) era o cargo mais alto do Partido Comunista do Kampuchea (CPK). O Secretário-Geral era eleito em sessões plenárias do Comitê Central do partido e presidia o Secretariado e o Politburo. O cargo foi abolido quando o CPK foi dissolvido em 1981, dois anos após ser removido do poder na invasão vietnamita do Camboja. 

## Secretários-Gerais
| N.° | Retrato | Nome (Nascimento–Morte)       | Mandato                 | Mandato               | Mandato           | Notas |
| N.° | Retrato | Nome (Nascimento–Morte)       | Posse                   | Fim do Mandato        | Duração           | Notas |
| --- | ------- | ----------------------------- | ----------------------- | --------------------- | ----------------- | --- |
| 1   |         | Tou Samouth ទូ សាមុត (1915–1962) | 30 de setembro de 1960  | 20 de julho de 1962   | 1 ano, 293 dias   | Titular do cargo inaugural; desapareceu em circunstâncias controversas em julho de 1962. |
| 2   |         | Pol Pot ប៉ុល ពត (1925–1998)     | 22 de fevereiro de 1963 | 6 de dezembro de 1981 | 18 anos, 287 dias | Eleito em fevereiro de 1963, manteve o cargo até a dissolução em 1981. Sob sua liderança, o braço guerrilheiro do partido, o Khmer Vermelho, conseguiu derrubar o governo militar de Lon Nol, apoiado pelos EUA, e em 17 de abril de 1975, estabeleceu o Kampuchea Democrático, uma ditadura socialista agrária. |